# Skolebibliotek
 Denne artikel omhandler overvejende eller alene danske forhold. Hjælp gerne med at gøre artiklen mere almen.
Et skolebibliotek er et bibliotek eller bogsamling på en skole hvor elever, lærere og nogle gange forældre og andre med tilknytning til skolen har adgang til bøger og andre resurser. Skolebiblioteket drives ofte af skolen selv.

## Danske forhold
Et skolebibliotek indeholder ”samlinger der omfatter de af skolens undervisningsmidler, der katalogiseres efter samme systemer, som anvendes af folkebibliotekerne. I samlingerne indgår skolens bøger m.m., audio-visuelle materialer, undervisningsmidler i elektronisk form, interaktive medier og andre biblioteksegnede materialer.”  (Bekendtgørelse nr. 174 af 13. marts 1995 om skolebiblioteker i folkeskolen) 

### Lovgrundlag
Folkeskolelovens § 19 gyldig fra d. 1. august 2008 siger:
Stk. 2. Ved hver selvstændig skole oprettes et skolebibliotek som et pædagogisk servicecenter. Skolebiblioteket er en del af skolens virksomhed og samarbejder med folkebiblioteket. Skolebiblioteket stiller undervisningsmidler til rådighed for skolens undervisning, herunder også bøger til elevernes fritidslæsning, og yder vejledning i brugen heraf.
Stk. 3. Undervisningsministeren kan fastsætte nærmere regler om skolebibliotekernes formål og funktion.
I Bekendtgørelse nr. 174 af 13. marts 1995 om skolebiblioteker i folkeskolen, slås det bl.a. fast at:
- Alle selvstændige kommunale skoler skal have et skolebibliotek
- Skolebiblioteket er en pædagogisk institution (pædagogisk servicecenter), som skal udvikle skolen ved at formidle relevante informationer fra egne og eksterne kilder
- Materialebestanden skal være alsidigt sammensat og af aktuel karakter
- Ledelsen af skolebiblioteket varetages af en af skolens lærere, der skal have gennemført den relevante skolebibliotekaruddannelse

### Historisk rids
Skolebibliotekerne er udviklet jævnsides med folkebibliotekerne. Grundlaget for dem begge var Skoleloven af 1814, der bestemte, at alle børn skulle undervises efter nærmere regler. Denne lov bevirkede, at der kom skoler i alle sogne, og at analfabetismen midt i 1800-tallet var en saga blot. Langsomt begyndte lokale bogsamlinger henvendt til voksne, til voksne og børn og til børn alene at dukke op. 
En del af skolerne havde fra sidst i 1800-tallet et bogskab med omhyggeligt udvalgte bøger til børns opbyggelige læsning. Der sneg sig hist og her ”morskabslæsning” ind i samlingen, som f.eks. bøger af Jules Verne, Carit Etlar (Gøngehøvdingen), B.S. Ingemanns historiske romaner og lignende. På de fleste landsbyskoler og mange byskoler blev dette magre udbud først ændret efter 1958 fordi en ny skolelov dette år anbefalede at alle skoler etablerede et skolebibliotek. Derefter gik det til gengæld hurtigt. 
Snart fandt film, spolebånd, LP-plader, dias, transparenter, kassettebånd, andre visuelle materialer, genstande af forskellig art, videobånd osv. deres vej ind i samlingerne. En overgang i 1980’erne talte man nogle steder om et mediatek i stedet for et skolebibliotek, og i 1995 lanceredes betegnelsen ”Pædagogisk servicecenter” sågar i ministeriets bekendtgørelse. Siden da er stadig flere medier og metoder blevet tilgængelige, computere, mobiltelefoner, MP3-afspillere, digitale kameraer og videokameraer og de indgår alle på hver sin måde i skolebibliotekets tilbud til lærere og elever.
I 2005 ønsker Danmarks Skolebibliotekarforening, at man skal opfatte skolebiblioteket som skolens pædagogiske udviklingscenter, for dermed at pointere, at det bl.a. er derfra, der banes nye veje i folkeskolens pædagogiske tænkning. Officielt hedder institutionen dog stadig ”skolebibliotek”.